# Astronomija stare Grčije
Astronomija stare Grčije je astronomija, ki je napisana v starogrškem jeziku v klasični antiki. Pod njo spadajo obdobja antične Grčije, helenizma, Grko-Rima in pozne antike. Geografsko ni omejena na Grčijo ali na etnične Grke, saj je grščina z Aleksandrom Velikim v helenizmu postala jezik izobraževanja. Ta faza grške astronomije se imenuje tudi helenistična astronomija, medtem ko se faza pred helenizmom imenuje astronomija klasične Grčije. V obdobju helenizma in Rima je veliko grških astronomov delalo v muzeju in Aleksandrijski knjižnici v Ptolemajskem Egiptu.

## Znani astronomi iz antike
Kot dodatek imenom iz tega članka spodnji seznam vsebuje ljudi, ki so delali ali se zanimali za matematično astronomijo ali kozmologijo.
- Aglaonike
- Anaksagora
- Arhimed
- Arhit
- Aristej
- Aristarh
- Aristil
- Demokrit
- Empedoklej
- Heraklid Pontski
- Hiket
- Hipokrat s Hiosa
- Konon
- Makrobij
- Marcijan Kapela
- Menelaj Aleksandrijski (Menelajev izrek)
- Meton
- Parmenid
- Porfirij Tirski
- Posidonij
- Prokl
- Tales
- Teodozij